# Davis Tarwater
Davis Edward Tarwater (Knoxville, 24 de março de 1984) é um nadador norte-americano.
Ganhou a medalha de ouro no Mundial de Roma 2009, no revezamento americano dos 4x200m livres. Participou do vitorioso revezamento 4x200 m livres dos Estados Unidos nos Jogos Olímpicos de Londres 2012.